# Сами аль-Хиннави
Сами Хилми аль-Хиннави (араб. محمد سامي حلمي الحناوي‎; 1898 Алеппо, Османская империя — 31 октября 1950, Бейрут, Ливан) сирийский военный и политический деятель.

## Биография
Родился в Алеппо. В 1916 году поступил военную школу в Константинополе, участвовал в сражениях Первой мировой войны. После распада Османской империи служил во франко-сирийской армии во время французского мандата в Сирии. Во время Второй мировой войны участвовал в Сирийско-Ливанской операции на стороне режима Виши, позже перешёл на сторону свободной Франции. После обретения независимости Сирии вступил в ряды Сирийской армии.
14 августа 1949 года сверг военное правление сирийского президента Хусни аз-Заима с помощью других членов Сирийской социал-националистической партии, в том числе с Адиб аш-Шишакли. После переворота он быстро приказал доставить Хусни аз-Заима и премьер-министра Мухсина аль-Барази в дамасскую тюрьму Меззе, где оба были казнены на глазах у сына Мухсина аль-Барази.
Аль-Хиннави был назначен лидером военной хунты, но аль-Шишакли оставался сильным военным деятелем. 19 декабря 1949 года Шишакли совершил ещё один государственный переворот (третий за год), укрепив свою диктатуру. 31 октября 1950 года аль-Хиннави был убит Хершо аль-Барази, в Бейруте, Ливане, двоюродным братом Мухсина аль-Барази.